# نظریه کنش (جامعه‌شناسی)
نظریهٔ کنش در جامعه‌شناسی، به نظریه کنش اجتماعی که توسط نظریه پرداز آمریکایی، تالکوت پارسونز معرفی شده‌است، اشاره می‌کند.
پارسونز نظریهٔ کنش را برای بررسی نظم اجتماعی با ادغام جنبه‌های ساختاری و ارادی عوامل خُرد و کلان ایجاد کرد. به‌عبارت دیگر، می‌توان این نظریه را تلاشی برای حفظ دقت علمی تجربه‌گرایی به‌حساب آورد، در حالی که این نظریه با اذعان به ضرورت توجه به ابعاد عینی کنش انسانی، در دسته‌بندی نظریه‌های جامعه‌شناختی ذیل نظریات تأویل‌گرا ثبت شده‌است.
پارسونز انگیزه را به‌عنوان بخشی از کنش‌های ما در نظر می‌گیرد، بنابراین او فکر می‌کند که علوم اجتماعی هنگام مطالعهٔ کنش‌ها باید مقاصد، اهداف، و آرمان‌ها را در نظر بگیرد. او بحث خود را در یک زمینهٔ معرفت‌شناختی و تبیینی بالاتر از نظریهٔ سامانه‌ها و فرمانِش‌ها قرار می‌دهد.

## نظریهٔ کنش در دیدگاه پارسونز
نظریه‌پردازان سامانه، مانند نیکْلاس لومان و تالکوت پارسونز را می‌توان تاحدودی ضد تجربه‌گرایی در نظر گرفت. پارسونز، اگرچه به‌معنای دقیق کلمه علیه تجربه‌گرایی قرار نداشت، اما در مقابل تبرئهٔ تجربه‌گرایی قرار می‌گرفت. او گرایش تجربه‌گرایی را مورد توجه قرار می‌دهد، اما نه صرفاً برای علوم اجتماعی، بلکه برای همهٔ قلمرو سامانه‌های کنشی، که از دید پارسونز شامل سامانه‌های زنده نیز می‌شود؛ جایی که پارسونز از معیارهای علمی تجربه‌گرایی فاصله می‌گیرد؛ بنابراین، دست‌کم برای علوم اجتماعی، پارسونز معتقد بود که یک نظریهٔ کامل و بامعنا باید از «ارزش اساسی» پرسش مطرح کند، که این امر با ماهیت و تعریف او، پرسش از فرا-ماده را نیز دربر می‌گیرد. به همین دلیل و به‌دلایل دیگر، نظریهٔ پارسونز دست‌کم نیمی از ماهیت خود را از حوزهٔ تأویل‌گرایی و سایر حوزه‌های اندیشه‌ای مشابه می‌گیرد، که به‌نوعی به طرح پرسش از مقاصد، با در نظر گرفتن سامانه‌ای از کنش‌ها و جهت‌ها مربوط می‌شود.
نخستین اثر عمدهٔ پارسونز، ساختار کنش اجتماعی (۱۹۳۷) است که او در آن از مقدمات روش‌شناختی و تئوریک نظریهٔ عمومی‌اش بحث می‌کند؛ مقدماتی که حاوی استدلال‌هایی در ضرورت نظریهٔ کنشی هستند که بر یک مبنای اراده‌گرا استوار می‌شود، و توضیح می‌دهند چرا روی‌کردهای تجربه-فایده‌گرای محض همانند روی‌کرد ایدئال‌گرای محض نمی‌توانند پیش‌نیازهای بنای یک نظریهٔ کنش را در حوزهٔ علوم اجتماعی برآورده کنند. بیش‌ترِ پرسش‌های فرا-ماده‌ای نظریهٔ او در چارچوب مفهومی «نمادسازی سازنده» جای می‌گیرند که الگوی نگهداری نظام فرهنگی را بازنمایی می‌کند. مسائل فرا-ماده‌ای بعداً بیش‌تر در اندام‌واره (پارادایم) وضعیت انسانی تشریح می‌شوند که پارسونز آن را در سال‌های پیش از درگذشتش توسعه داد. یکی از تفاوت‌های اصلی توصیف‌کنندهٔ روی‌کرد پارسونز به جامعه‌شناسی، راهی بود که او در آن به‌صورت نظری این واقعیت را مشخص کرد که فرهنگ امری خود-سامان است. این یکی از دلایلی‌ست که توضیح می‌دهد چرا پارسونز یک تقسیم‌بندی دقیق بین نظام‌های فرهنگی و اجتماعی انجام داده‌است؛ دیدگاهی که او آن را در بین نوشته‌های گوناگون خود، از جمله در بیانیه‌ای که مشترکاً با آلفرد کروبر نگاشته‌است، برجسته کرده‌است.
جدایی نظام‌های فرهنگی و اجتماعی، موجد پیامدهایی برای طبیعت مقوله‌های اساسی نظام فرهنگی بوده، و به‌ویژه پیامدهایی را برای سرمایهٔ شناختی که به‌عنوان یک عامل در تاریخ در نظر گرفته‌شده، داشته‌است. در مقابلِ واقع‌گرایی (پراگماتیسم)، مادی‌گرایی (ماتریالیسم)، رفتارگرایی فلسفی-روان‌شناختی، و دیگر انواع اندام‌واره (پارادایم)های ضد کانتی، که تمایل دارند نقش سرمایهٔ شناختی را همانند فرایندهای اساسی تبیین تاریخ در نظر بگیرند، پارسونز این مسئله را اساساً متفاوت در نظر می‌گیرد. او تأکید می‌کند که سرمایهٔ شناختی به شور و ایمان بستگی دارد، و در فرایند تبیین به‌عنوان عوامل تبلیغاتی گرفتار است، اما به‌خودیِ خود این فرایندها را جذب نمی‌کند یا با آن‌ها هم‌سان نمی‌شود. این‌که آیا سطح بالای یک‌پارچگی در یک فرهنگ وجود دارد یا نه، پرسشی تاریخی‌ست، اما نظام نوعیِ فرهنگی عموماً یک سطح نسبتاً پایین از هم‌آهنگی و نظم را در خود دارد.
پارسونز یک کارکردگرا نبود، واژهٔ کارکردگرا را هم برای نظریه‌اش به‌کار نبرد، او یک نظریه‌پرداز کنش بود. از استفادهٔ او از ترکیب ساختار-کارکردگرایی عموماً بد برداشت شده‌است. این ترکیب نظریهٔ پارسونز را در تمامی صورت‌هایش توصیف نمی‌کند، اما در یک بافتار (کانْتِکْست) ویژه برای شرح یک مرحلهٔ خاص در توسعهٔ روش‌شناختی علوم اجتماعی به‌کار می‌رود. نظریهٔ کنش پارسونز با یک روی‌کرد نظریهٔ سیستمی توصیف می‌شود که یک تحلیل فرا-ساختاری را با نظریهٔ اراده‌گرا ادغام می‌کند؛ بنابراین، بحث از نظریهٔ کنش ذیل یک مفهوم کارکردگرا، همان‌گونه که اغلب روی می‌دهد، شکستی در درک پارسونز است.

## همچنین ببینید
- ساختاربندی
- ساختارگرایی کارکردی
- عاملیت
- کارکردگرایی ساختاری
- کنش اجتماعی
- نظریه اسکوپوس